# Mauricio Kagel

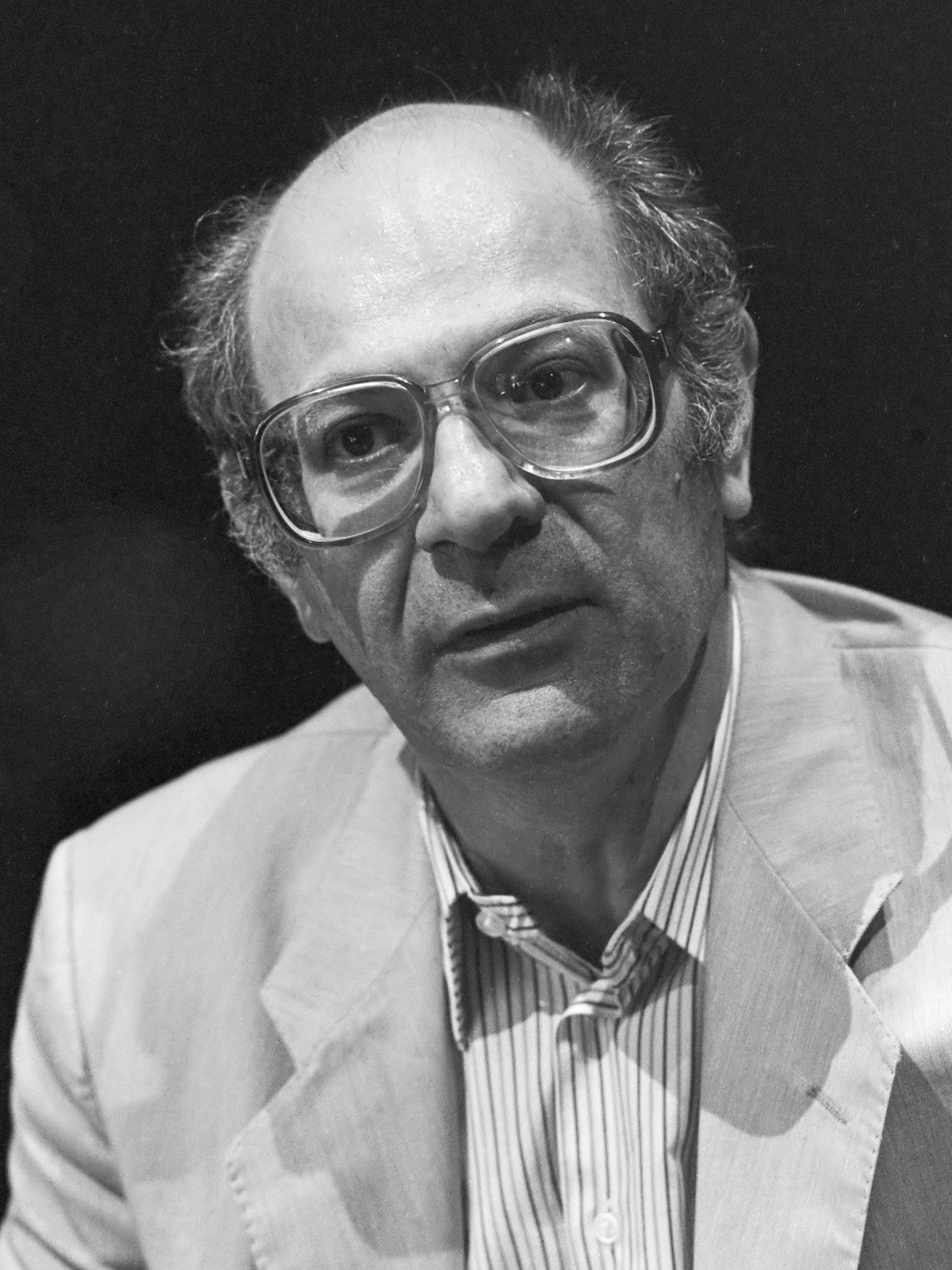
Mauricio Kagel (1985)

Mauricio Raúl Kagel (* 24. Dezember 1931 in Buenos Aires; † 18. September 2008 in Köln) war ein argentinisch-deutscher Komponist, Dirigent, Librettist und Regisseur. Sein Gesamtwerk umfasst neben Instrumentalmusik und Werken für das Musiktheater auch die Komposition und Produktion von Hörspielen und Filmen; er leistete einen wichtigen Beitrag zur Neuen Musik der zweiten Hälfte des 20. Jahrhunderts.

## Leben
Mauricio Kagel wurde 1931 in Buenos Aires in eine jüdische Familie geboren, die in den 1920er Jahren aus Russland geflohen war. Früh erhielt er privaten Instrumentalunterricht und arbeitete in Buenos Aires als Filmkritiker, Korrepetitor und Dirigent, u. a. am Teatro Colón. Kagel hatte in den 1950er Jahren an den Darmstädter Ferienkursen für Neue Musik teilgenommen. 1957 reiste er mit seiner Frau, der Bildhauerin und Grafikerin Ursula Burghardt (1928–2008), die er im gleichen Jahr geheiratet hatte, mit einem Stipendium des Deutschen Akademischen Austauschdienstes nach Deutschland. Das Paar hatte zwei Töchter.
Ab 1960 war er als Dozent bei den Darmstädter Ferienkursen tätig. 1968 kam es in Zusammenarbeit mit Wolf Vostell und anderen zur Gründung des Labor e. V., der akustische und visuelle Ereignisse erforschen sollte. In Köln fand die Veranstaltung 5-Tage-Rennen mit seiner Beteiligung statt. 1969 wurde er zum Direktor des Instituts für Neue Musik an der Rheinischen Musikschule in Köln und, als Nachfolger von Karlheinz Stockhausen, zum Leiter der Kölner Kurse für Neue Musik (bis 1975) ernannt; 1974 erhielt er an der Kölner Musikhochschule eine Professur für Musiktheater.
Kagel war Mitbegründer des Ensembles für Neue Musik in Köln und hat in den elektronischen Studios von Köln, München und Utrecht gearbeitet. Er dirigierte viele seiner Werke selbst und war Regisseur und Produzent aller seiner Filme und Hörspiele. Aus Anlass seines 75. Geburtstages gastierte er – Symbolfigur des deutsch-argentinischen Kulturdialogs – im Juli 2006 im Teatro Colón Buenos Aires, im Goethe-Institut und im Teatro Margarita Xirgu mit Konzerten, öffentlichen Proben und Vorträgen. Zuvor war sein letzter Konzertauftritt in Argentinien in den siebziger Jahren gewesen. Es begann mit seinem Stück Eine Brise, flüchtige Aktion für 111 Radfahrer, die „trillernd, trällernd“ erst am Teatro vorbeizogen. Obwohl er Argentinier blieb, sieht die Musikkritik dort Mauricio Kagel als „deutschen Komponisten“.
Auf Einladung von Walter Fink war er 1991 der zweite Komponist im jährlichen Komponistenporträt des Rheingau Musik Festival. Mauricio Kagel gehört seit Beginn seiner Karriere zu den an meisten aufgeführten Komponisten bei den Weltmusiktagen der Internationalen Gesellschaft für Neue Musik ISCM: 1960 wurden Anagrama, 1964 und 1991 Sonant, 1966 Diaphonie I, 1969 Halleluja, 1972 Repertoire aus Staatstheater, 1974 Variationen ohne Fuge, 1980 Chorbuch, 1982 Fürst Igor, Strawinsky, 1983 Dressur, 1987 Ein Brief aufgeführt. 1983 waltete Kagel auch als Juror der ISCM Weltmusiktage.
In der Spielzeit 2006/2007 war Mauricio Kagel „Artist in Residence“ in der Philharmonie Essen und war dort ebenfalls als Dirigent zu erleben. Im selben Jahr war er Composer in Residence an der Hochschule für Musik und Theater Rostock. Bei einem Symposion im Juni 2007 an der Universität Siegen erhielt er die Ehrendoktorwürde in Philosophie. Mauricio Kagel lebte bis zu seinem Tod in Köln.
Kagel erhielt zahlreiche Auszeichnungen und Preise für sein Schaffen und ist auf allen wichtigen Festivals für Neue Musik vertreten. Bei ihm haben unter anderem studiert: Maria de Alvear, Carola Bauckholt, Theo Brandmüller, Martyn Harry, Bernhard König, Klaus König, Branimir Krstic, Yves-Miro Magloire, Dominik Sack, Juan María Solare, Manos Tsangaris, Chao-Ming Tung, Johannes S. Sistermanns, Thomas Becker, Ulrich Wagner und Daniel Weissberg.

## Werk und Wirkung
Kagel gilt als der wichtigste Vertreter des „Instrumentalen Theaters“, einer Art ritualisierten Konzertakts, in den auch die sichtbaren Begleiterscheinungen des Musizierens (Mimik, Gestik, Aktionen) mit einbezogen werden. Ein eindrucksvolles Beispiel seiner Musiktheaterwerke ist das 1971 in der Hamburgischen Staatsoper uraufgeführte Werk  Staatstheater, das aufgrund von Drohbriefen unter Polizeischutz aufgeführt werden musste. Kagel selbst entwickelte eigene Instrumente und Spieltechniken, etwa für den Film Zwei-Mann-Orchester oder das Instrumentaltheater Exotica. Die Partituren stellen bisweilen komisch-originell konsequent nicht nur die Erwartungshaltung der Interpreten, sondern auch der Zuhörer auf den Kopf. Auch in Werken für den Konzertsaal spielt Theatralik und sichtbare Musik immer eine große Rolle. So stürzt der Solist im Konzertstück für Pauken und Orchester am Ende kopfüber in sein Instrument. Andere Werke beziehen Alltagsgegenstände (Acustica) und Geräusche mit ein. Die Verwendung von Elektronik und Tonbandzuspiel, aber auch Verweise auf traditionelle Musik, waren für den Kosmos von Kagels Musik selbstverständlich. In seinen filmischen Realisationen sind zum Teil die Erläuterungen im Werk enthalten. Kagels Schaffen ist oft und in vielerlei Hinsicht mit Humor durchsetzt. Dabei ist ihm an einem Durchbrechen der Vierten Wand gelegen.
„Nur Leute, die Humor haben, sind unerbittlich ernst. Aber das hat viele Facetten.“
Mauricio Kagel

## Ehrungen, Mitgliedschaften
- 1965: Koussevitzky-Preis der Library of Congress Washington
- 1966: 1. und 2. Preis der Società Internationale Musica Contemporanea Rom
- 1968: Scotoni-Preis der Stadt Zürich
- 1970/95: Karl-Sczuka-Preis des Südwestfunks Baden-Baden
- 1970: Ehrende Anerkennungen der Jury Allgemeine Programme beim Adolf-Grimme-Preis
- 1971: Ehrende Anerkennungen der Jury Allgemeine Programme beim Adolf-Grimme-Preis
- 1972: Deutscher Schallplattenpreis
- 1973: Mitglied der Akademie der Künste (Berlin)
- 1975: Bundesverdienstkreuz 1. Klasse
- 1983: Mozart-Medaille der Stadt Frankfurt
- 1984: 1. Preis beim Festival International Musique en Cinéma Besançon
- 1993: Verdienstorden des Landes Nordrhein-Westfalen[8]
- 1995: Commandeur des Arts et Lettres
- 1998: Erasmuspreis der Niederlande
- 1999: Prix Maurice Ravel
- 2000: Ernst von Siemens Musikpreis
- 2001: Ehrendoktorwürde der Hochschule für Musik Franz Liszt Weimar
- 2002: Kulturpreis der Sparkassen-Kulturstiftung Rheinland
- 2005: Rolf-Schock-Preis der Königlich Schwedischen Akademie der Wissenschaften im Bereich Musik
- 2006: Composer in Residence an der Hochschule für Musik und Theater Rostock
- 2007: Ehrendoktorwürde der Universität Siegen (Fach Musikpädagogik)
- 2009: Premio Konex de Honor, Klassische Musik
- 2010: Seit 2010 wird an der Universität für Musik und darstellende Kunst Wien alle drei Jahre der Mauricio Kagel Kompositionswettbewerb durchgeführt, bei dem Kompositionen, die für den Klavierunterricht geeignet sind, ausgezeichnet werden.[9]
- 2011: Wurde ihm zu Ehren der Mauricio Kagel Musikpreis der Kunststiftung NRW gestiftet.

## Werke (Auswahl)

### Bühnenwerke

Besetzungszettel „Staatstheater“ unter Leitung des Komponisten 1971

- Staatstheater. Szenische Komposition (1967/70), UA an der Hamburgischen Staatsoper 1971[6]
- Mare nostrum. Entdeckung, Befriedung und Konversion des Mittelmeerraums durch einen Stamm aus Amazonien. Szenisches Spiel für Countertenor, Bariton, Flöte, Oboe, Gitarre, Harfe, Violoncello und Schlagzeug (1975)
- Kantrimiusik. Pastorale für Stimmen und Instrumente (1975)
- Die Erschöpfung der Welt. Szenische Illusion in einem Aufzug (1980)
- Aus Deutschland. Eine Liederoper (1981)
- Der mündliche Verrat (La Trahison orale). Ein Musikepos über den Teufel für 3 Sprecher/Darsteller und 7 Instrumentalisten (1981–1983. Deutsche Textfassung von Thomas Körner)
- Tantz-Schul. Ballet d’action (1988)

### Vokalwerke
- Fürst Igor – Strawinsky, eine Totenmesse für Igor Strawinsky für Bassstimme und Instrumente (1982)
- Sankt-Bach-Passion – für Soli, Chöre und großes Orchester (uraufgeführt 1985)
- Mitternachtsstük (1980–1981/86) für Stimmen und Instrumente über vier Fragmente aus dem Tagebuch von Robert Schumann
- Ein Brief – Konzertszene für Mezzosopran und Orchester (1986)
- Quodlibet – Kantate für Frauenstimme und Orchester nach französischen Chansontexten aus dem XV. Jahrhundert (1986/88)
- Liturgien für Soli, Doppelchor und großes Orchester (1989/90)
- Verstümmelte Nachrichten – für Bariton und Instrumente (1992)
- Duodramen – für Sopran, Bariton und großes Orchester (1997/98)
- Schwarzes Madrigal – für Chor, Trompete, Tuba und 2 Schlagzeuger (1998/99)
- Burleske für Saxophon und gemischten Chor (1999/2000)
- Entführung im Konzertsaal – konzertante Oper (2000)
- In der Matratzengruft – für Solotenor und Instrumentalensemble (2008)

### Orchesterwerke
- Dos piezas – für Orchester (1952)
- Cuatro piezas breves para orquesta de cuerdas (Vier Stücke für Streichorchester, 1954/56, UA posthum 2011)
- Zehn Märsche, um den Sieg zu verfehlen, für Blasorchester (1979)
- Musik für Tasteninstrumente und Orchester (1987/88)
- Les idées fixes (Rondo für Orchester 1988/89)
- Opus 1.991 (Konzertstück für Orchester, 1990)
- Konzertstück für Pauken und Orchester (1990–1992)
- Die Stücke der Windrose – 9 Stücke für Salonorchester (entstanden ab 1988–1994)
- Études für großes Orchester (1. 1992, 2. 1995/96, 3. 1996)
- Broken Chords für großes Orchester (2000/01)
- Das Konzert – Konzert für Flöte, Harfe, Schlagzeug und Streicher (2001/02)
- Fremde Töne & Widerhall – für großes Orchester (2005)

### Kammermusik / Ensemblewerke / Instrumentaltheater
- Heterophonie – für außereuropäische Instrumente (1961)
- Sur scéne (1962)
- Tremens (1966)
- Der Schall – Für fünf Spieler (1968)
- Exotica – Für außereuropäische Instrumente (1971/72)
- Tango Alemán – für Stimme, Violine, Bandonion und Klavier (1978)
- Klangwölfe – für Geige und Klavier (1979)
- Trio für Violine, Violoncello und Klavier (1985)
- Aus dem Nachlass – für Viola, Violoncello und Kontrabass (1981–1986)
- Fanfanfaren für 4 Trompeten (1993)
- Schattenklänge – drei Stücke für Bassklarinette (1995) [14'][10]
- Art bruit (für Schlagzeuger und Assistenten, 1994/95)
- A Deux Mains – Impromptu für Klavier (1995)
- Orchestrion-Straat – für Kammerensemble (1996)
- 2. Klaviertrio, vollendet am 11. September 2001 (extrahiert aus Entführung im Konzertsaal)
- Divertimento? – Farce für Ensemble (2005/2006)
- Musi für Zupforchester

### Hörspiele
- (Hörspiel) Ein Aufnahmezustand, WDR 1969 (Karl-Sczuka-Preis 1970).
- Guten Morgen! WDR 1971.
- Innen, WDR 1971.
- Probe – Versuche für ein improvisiertes Kollektiv, WDR 1971.
- Soundtrack, WDR 1975.
- Die Umkehrung Amerikas, WDR 1976 (Prix Italia).
- Der Tribun, WDR 1979 (Hörspielpreis der Kriegsblinden 1980).
- Rrrrrrr… – Eine Radiophantasie, WDR 1982.
- Nach einer Lektüre von Orwell, WDR/RB 1984.
- Cäcilia: Ausgeplündert. Ein Besuch bei der Heiligen, WDR 1985
- Der mündliche Verrat. Ein Musikepos über den Teufel, WDR 1987.
- Mare Nostrum – Entdeckung, Befriedung und Konversion des Mittelmeerraumes durch einen Stamm aus Amazonien, WDR 1992.
- Nah und Fern. Radiostück für Glocken und Trompeten mit Hintergrund, WDR 1994 (Karl-Sczuka-Preis 1995).
- Playback Play, WDR 1997.
- Vorzeitiger Schlussverkauf – Unvollendete Memoiren eines Toningenieurs, WDR 2004.
- Erratische Blöcke – Radiostück aus akustischen Bildern, SWR/HR 2008.

### Filme
- Antithese. Spiel für einen Darsteller mit elektronischen + öffentlichen Klängen (1965, s/w, 19 Min.)
- Match. Für drei Spieler (1966, s/w, 27 Min.; gekürzte Fassung 1970: 21 Min.)
- Solo (1967, s/w, 26 Min.)
- Duo (1967/68, s/w, 41 Min.)
- Halleluja (1968/96, s/w, 47 Min.)
- Ludwig van. Ein Bericht (1970, s/w, 100 Min.)
- Zwei-Mann-Orchester. Für zwei Ein-Mann-Orchester (1973, Farbe, 71 Min.)
- Unter Strom (1975, Farbe, 20 Min.)
- Kantrimiusik. Pastorale in Bildern (1976, Farbe, 50 Min.)
- Phonophonie. Vier Melodramen (1979, Farbe, 38 Min.)
- Blue’s Blue. Eine musikethnologische Rekonstruktion für vier Musiker (1981, s/w, 31 Min.)
- MM 51. 1. Fassung: Ein Stück Filmmusik für Klavier (1983, s/w, 10 Min.)
- MM 51. 2. Fassung: Ein Stück Filmmusik für Klavier und die Projektion einer Collage von Mauricio Kagel aus F. W. Murnaus Nosferatu (1922) (1983, s/w, 10 Min.)
- Szenario. Musik zu Un Chien Andalou (Luis Buñuels Film: 1929, Musik: 1982, s/w, 17 Min.)
- Er. Fernsehspiel über eine Radiophantasie (1984, s/w und Farbe, 40 Min., mit Gert Haucke)
- Dressur (1985, Farbe, 36 Min.)
- Mitternachtsstük (1987, Farbe, 36 Min.)
- Repertoire (1990, Farbe, 57 Min.)
- Intermezzo
- Ex-Position (55 Min.)
- Bestiarium (2000, Farbe, 37 Min.)

### Schriften
- Mauricio Kagel: Worte über Musik. Gespräche, Aufsätze, Reden, Hörspiele. Piper-Schott, München 1991, ISBN 3-492-18320-4; (Serie Musik: Piper, Schott, Band 8320).
- Mauricio Kagel: Tamtam. Monologe und Dialoge zur Musik. Artikel, Rundfunkmanuskripte, Vorträge und Gespräch herausgegeben von Felix Schmidt. Piper, München 1975, ISBN 3-492-02126-3.

## Medien/CD-Aufnahmen
Das Label Winter & Winter, das seit 1998 Werke von Mauricio Kagel herausbringt, veröffentlichte aus Anlass seines 75. Geburtstages eine aus zwei CDs und einer DVD bestehende Edition, auf der Mauricio Kagel seine eigenen Werke neu bearbeitete bzw. remasterte. Diese Neubearbeitungen umfassen die Musikstücke Pandorasbox, Bandoneonpiece, Tango Alemán, Bestiarium, das Hörspiel Ein Aufnahmezustand und den Film Ludwig van.
Weitere Aufnahmen (Auswahl):
- Les idees fixes, Musik für Tasteninstrumente und Orchester, Opus 1.991. RSO Saarbrücken, collegno, 2000
- Kagel dirigiert Kagel. SWR-Vokalensemble, Hänssler, 2004
- Stücke der Windrose. Schönberg-Ensemble, Ltg. Reinbert de Leeuw, CD, Winter & Winter, 2004
- Ludwig van. DVD, Winter & Winter, 2007
- Acustica. TAM – Theater am Marienplatz, Krefeld, CD, ZigZag, 2008
- Rrrrr…, Zehn Märsche um den Sieg zu verfehlen. Gerd Zacher, Militärkapelle, Mauricio Kagel, Aulos, 2006
- Improvisation ajoutée, Orgelwerke. Dominik Susteck, Wergo 2016